# 老總丘殼灰介
老總丘殼灰介（学名：Nodocoquimba praesideria）为半花介科丘殼灰介屬下的一个种。